# Aranzada
Die Aranzada oder Arransada war ein spanisches Feldmaß und wurde nur zum Vermessen von Weinbergen verwendet. 
Festgelegt war das Maß durch die Werte 20 Estadales lang und 20 Estadales breit, also 400 Quadratestadales.
- 1 Aranzada = 6400 Varas quadradas =  0,447192 Hektar[3]